# Liste der Europameister im Snowboard
In der Liste der Europameister im Snowboard finden sich alle Sieger sowie die Zweit- und Drittplatzierten bei den Snowboard-Europameisterschaften. Die Snowboard-Europameisterschaften wurden von 1991 bis 1999 von der ISF organisiert.

## Wettbewerbe
Erfasst werden alle Wettbewerbe, die im Rahmen von Europameisterschaften im Snowboarden ausgerichtet wurden. Das Wettkampfprogramm umfasst sowohl bei den Frauen als auch bei den Männern folgende Disziplinen:
- Slalom 1991
- Parallelslalom 1992 bis 1999
- Riesenslalom 1994 bis 1997, 1999
- Parallelriesenslalom 1992, 1998
- Super G 1991
- Boardercross 1999
- Halfpipe 1991 bis 1999
- Kombination 1991, 1994 bis 1997

## Männer

### Slalom
| EM   | Gold     | Silber      | Bronze            |
| ---- | -------- | ----------- | ----------------- |
| 1991 | Eric Rey | Peter Bauer | Alexis Parmentier |

### Parallelslalom
| EM   | Gold                | Silber              | Bronze              |
| ---- | ------------------- | ------------------- | ------------------- |
| 1992 | Eric Rey            | Peter Bauer         | Martin Freinademetz |
| 1994 | Martin Freinademetz | Eric Rey            | Philippe Conte      |
| 1995 | Franck Moranval     | Philippe Conte      | Alexis Parmentier   |
| 1996 | Mathieu Bozzetto    | Martin Freinademetz | Dieter Happ         |
| 1997 | Mathieu Bozzetto    | Dieter Happ         | Martin Freinademetz |
| 1998 | Siegfried Grabner   | Ueli Kestenholz     | Nicolas Conte       |
| 1999 | Siegfried Grabner   | Karl-Heinz Zangerl  | Nicolas Conte       |

### Riesenslalom
| EM   | Gold                | Silber              | Bronze           |
| ---- | ------------------- | ------------------- | ---------------- |
| 1994 | Martin Freinademetz | Mathieu Bozzetto    | Thedo Remmelink  |
| 1995 | Siegfried Grabner   | Martin Freinademetz | Nicolas Conte    |
| 1996 | Siegfried Grabner   | Dieter Happ         | Mathieu Bozzetto |
| 1997 | Dieter Krassnig     | Fadri Mosca         | André Grütter    |
| 1999 | Siegfried Grabner   | André Grütter       | Nicolas Conte    |

### Parallelriesenslalom
| EM   | Gold                | Silber              | Bronze            |
| ---- | ------------------- | ------------------- | ----------------- |
| 1992 | Martin Freinademetz | Romain Retsin       | Peter Bauer       |
| 1998 | Nicolas Conte       | Martin Freinademetz | Siegfried Grabner |

### Super G
| EM   | Gold        | Silber            | Bronze    |
| ---- | ----------- | ----------------- | --------- |
| 1991 | Dieter Happ | Thomas Pittracher | Cla Mosca |

### Halfpipe
| EM   | Gold           | Silber             | Bronze             |
| ---- | -------------- | ------------------ | ------------------ |
| 1991 | Terje Håkonsen | Bertrand Denervaud | Dag Karsten        |
| 1992 | Terje Håkonsen | Massimo Perotti    | Bertrand Denervaud |
| 1994 | Terje Håkonsen | Max Plötzeneder    | Daniel Franck      |
| 1995 | Daniel Franck  | Bertrand Denervaud | Markus Hurme       |
| 1996 | Fabien Rohrer  | Markus Hurme       | Aleksi Litovaara   |
| 1997 | Terje Håkonsen | Fabien Rohrer      | Aleksi Litovaara   |
| 1998 | Markus Hurme   | Gerfried Kolar     | Gian Simmen        |
| 1999 | Daniel Franck  | Fabien Rohrer      | Stefan Gruber      |

### Cross
| EM   | Gold           | Silber        | Bronze        |
| ---- | -------------- | ------------- | ------------- |
| 1999 | Philippe Conte | Tor Brusserud | Laurent Besse |

### Kombination
| EM   | Gold               | Silber              | Bronze           |
| ---- | ------------------ | ------------------- | ---------------- |
| 1991 | Terje Håkonsen     | Bertrand Denervaud  | Mario Debbeni    |
| 1994 | Bertrand Denervaud | Max Plötzeneder     | Tor Brusserud    |
| 1995 | Bertrand Denervaud | Martin Freinademetz | Ernst Thue       |
| 1996 | Bertrand Denervaud | Romain Retsin       | Mikko Vendelin   |
| 1997 | Bertrand Denervaud | Joni Vastamäki      | Lukasz Starowicz |

## Frauen

### Slalom
| EM   | Gold           | Silber       | Bronze       |
| ---- | -------------- | ------------ | ------------ |
| 1991 | Åshild Lofthus | Sylvie Paget | Petra Müssig |

### Parallelslalom
| EM   | Gold               | Silber             | Bronze                |
| ---- | ------------------ | ------------------ | --------------------- |
| 1992 | Åshild Lofthus     | Tanja Fischer      | Anja Hagenbucher      |
| 1994 | Anja Hagenbucher   | Christine Rauter   | Martina Magenta       |
| 1995 | Brigitte Köck      | Martina Magenta    | Muriel Vaney          |
| 1996 | Jagna Marczulajtis | Elodie Vaufrey     | Sandra Farmand        |
| 1997 | Sandra Farmand     | Jagna Marczulajtis | Brigitte Köck         |
| 1998 | Isabelle Blanc     | Heidi Jaufenthaler | Steffi von Siebenthal |
| 1999 | Martina Magenta    | Heidi Neururer     | Katharina Himmler     |

### Riesenslalom
| EM   | Gold                  | Silber         | Bronze           |
| ---- | --------------------- | -------------- | ---------------- |
| 1994 | Maria Pichler         | Betsy Shaw     | Christine Rauter |
| 1995 | Christine Rauter      | Brigitte Köck  | Renate Keller    |
| 1996 | Isabelle Blanc        | Sandra Farmand | Martina Magenta  |
| 1997 | Charlotte Bernard     | Isabelle Blanc | Brigitte Köck    |
| 1999 | Steffi von Siebenthal | Brigitte Köck  | Ursula Bruhin    |

### Parallelriesenslalom
| EM   | Gold           | Silber        | Bronze           |
| ---- | -------------- | ------------- | ---------------- |
| 1992 | Åshild Lofthus | Ursula Scherz | Corinne Bergerot |
| 1998 | Polona Zupan   | Brigitte Köck | Jana Sedava      |

### Super G
| EM   | Gold           | Silber        | Bronze           |
| ---- | -------------- | ------------- | ---------------- |
| 1991 | Åshild Lofthus | Ursula Scherz | Corinne Bergerot |

### Halfpipe
| EM   | Gold                | Silber              | Bronze            |
| ---- | ------------------- | ------------------- | ----------------- |
| 1991 | Nicole Angelrath    | Tina Basich         | Michele Taggart   |
| 1992 | Nicole Angelrath    | Petra Müssig        | Sabine Wehr       |
| 1994 | Nicole Angelrath    | Sandra Farmand      | Sandra Bichsel    |
| 1995 | Minna Hesso         | Satu Jarvela        | Nicole Angelrath  |
| 1996 | Ulli Hölzl          | Sabine Wehr         | Jennie Waara      |
| 1997 | Anita Schwaller     | Stine Brun Kjeldaas | Martina Tscharner |
| 1998 | Anita Schwaller     | Stine Brun Kjeldaas | Minna Hesso       |
| 1999 | Stine Brun Kjeldaas | Martina Tscharner   | Nicola Pederzolli |

### Cross
| EM   | Gold            | Silber        | Bronze      |
| ---- | --------------- | ------------- | ----------- |
| 1999 | Catherine Pötzl | Tanja Frieden | Pepe Ahonen |

### Kombination
| EM   | Gold           | Silber            | Bronze            |
| ---- | -------------- | ----------------- | ----------------- |
| 1991 | Åshild Lofthus | Petra Müssig      | Nicole Angelrath  |
| 1994 | Sandra Farmand | Nicole Angelrath  | Boel Dahl         |
| 1995 | Sandra Farmand | Marie Birkl       | Jenny Jonsson     |
| 1996 | Sandra Farmand | Iavna Trudel      | Marie Birkl       |
| 1997 | Sandra Farmand | Malgorzata Rosiak | Malgorzata Kukucz |

## Erfolgreichste Athleten
- Platz: Gibt die Reihenfolge der Athleten wieder. Diese wird durch die Anzahl der Goldmedaillen bestimmt. Bei gleicher Anzahl werden die Silbermedaillen verglichen und anschließend die errungenen Bronzemedaillen.
- Name: Nennt den Namen des Athleten (nur bei Einzelwertungen).
- Land: Nennt das Land, für das der Athlet startete.
- Von: Das Jahr, in dem der Athlet die erste Medaille gewonnen hat.
- Bis: Das Jahr, in dem der Athlet die letzte Medaille gewonnen hat.
- Gold: Nennt die Anzahl der gewonnenen Goldmedaillen.
- Silber: Nennt die Anzahl der gewonnenen Silbermedaillen.
- Bronze: Nennt die Anzahl der gewonnenen Bronzemedaillen.
- Gesamt: Nennt die Anzahl aller gewonnenen Medaillen.
- Es werden alle Goldmedaillengewinner im bei der Gesamtstatistik aufgelistet. In den einzelnen Disziplinen werden nur die drei besten Athleten aufgezählt.

### Top 10 gesamt
| Platz | Name                | Land        | Von  | Bis  | Gold | Silber | Bronze | Gesamt |
| ----- | ------------------- | ----------- | ---- | ---- | ---- | ------ | ------ | ------ |
| 1.    | Sandra Farmand      | Deutschland | 1994 | 1997 | 5    | 2      | 1      | 8      |
| 2.    | Siegfried Grabner   | Österreich  | 1995 | 1999 | 5    | -      | 1      | 6      |
| 3.    | Terje Håkonsen      | Norwegen    | 1991 | 1997 | 5    | -      | -      | 5      |
| 3.    | Åshild Lofthus      | Norwegen    | 1991 | 1992 | 5    | -      | -      | 5      |
| 5.    | Bertrand Denervaud  | Schweiz     | 1991 | 1997 | 4    | 3      | 1      | 8      |
| 6.    | Martin Freinademetz | Österreich  | 1992 | 1998 | 3    | 4      | 2      | 9      |
| 7.    | Nicole Angelrath    | Schweiz     | 1991 | 1995 | 3    | 1      | 2      | 6      |
| 8.    | Mathieu Bozzetto    | Frankreich  | 1994 | 1997 | 2    | 1      | 1      | 4      |
| 9.    | Eric Rey            | Frankreich  | 1991 | 1994 | 2    | 1      | -      | 3      |
| 9.    | Isabelle Blanc      | Frankreich  | 1996 | 1998 | 2    | 1      | -      | 3      |

### Männer

#### Gesamt
| Platz | Name                | Land       | Von  | Bis  | Gold | Silber | Bronze | Gesamt |
| ----- | ------------------- | ---------- | ---- | ---- | ---- | ------ | ------ | ------ |
| 1.    | Siegfried Grabner   | Österreich | 1995 | 1999 | 5    | -      | 1      | 6      |
| 2.    | Terje Håkonsen      | Norwegen   | 1991 | 1997 | 5    | -      | -      | 5      |
| 3.    | Bertrand Denervaud  | Schweiz    | 1991 | 1997 | 4    | 3      | 1      | 8      |
| 4.    | Martin Freinademetz | Österreich | 1992 | 1998 | 3    | 4      | 2      | 9      |
| 5.    | Mathieu Bozzetto    | Frankreich | 1994 | 1997 | 2    | 1      | 1      | 4      |
| 6.    | Eric Rey            | Frankreich | 1991 | 1999 | 2    | 1      | -      | 3      |
| 7.    | Daniel Franck       | Norwegen   | 1994 | 1999 | 2    | -      | 1      | 3      |
| 8.    | Dieter Happ         | Österreich | 1991 | 1997 | 1    | 2      | 1      | 4      |
| 8.    | Fabien Rohrer       | Schweiz    | 1996 | 1999 | 1    | 2      | 1      | 4      |
| 10.   | Philippe Conte      | Frankreich | 1994 | 1999 | 1    | 1      | 1      | 3      |
| 11.   | Nicolas Conte       | Frankreich | 1995 | 1999 | 1    | -      | 4      | 5      |
| 12.   | Markus Hurme        | Finnland   | 1996 | 1998 | 1    | -      | 1      | 2      |
| 13.   | Franck Moranval     | Frankreich | 1995 | 1995 | 1    | -      | -      | 1      |
| 13.   | Dieter Krassnig     | Österreich | 1997 | 1997 | 1    | -      | -      | 1      |

#### Slalom
| Platz | Name              | Land        | Von  | Bis  | Gold | Silber | Bronze | Gesamt |
| ----- | ----------------- | ----------- | ---- | ---- | ---- | ------ | ------ | ------ |
| 1.    | Eric Rey          | Frankreich  | 1991 | 1991 | 1    | -      | -      | 1      |
| 2.    | Peter Bauer       | Deutschland | 1991 | 1991 | -    | 1      | -      | 1      |
| 3.    | Alexis Parmentier | Frankreich  | 1991 | 1991 | -    | -      | 1      | 1      |

#### Parallelslalom
| Platz | Name                | Land       | Von  | Bis  | Gold | Silber | Bronze | Gesamt |
| ----- | ------------------- | ---------- | ---- | ---- | ---- | ------ | ------ | ------ |
| 1.    | Siegfried Grabner   | Österreich | 1998 | 1999 | 2    | -      | -      | 2      |
| 1.    | Mathieu Bozzetto    | Frankreich | 1996 | 1997 | 2    | -      | -      | 2      |
| 3.    | Martin Freinademetz | Österreich | 1992 | 1997 | 1    | 1      | 2      | 4      |

#### Riesenslalom
| Platz | Name                | Land       | Von  | Bis  | Gold | Silber | Bronze | Gesamt |
| ----- | ------------------- | ---------- | ---- | ---- | ---- | ------ | ------ | ------ |
| 1.    | Siegfried Grabner   | Österreich | 1995 | 1999 | 3    | -      | -      | 3      |
| 2.    | Martin Freinademetz | Österreich | 1994 | 1995 | 1    | 1      | -      | 2      |
| 3.    | Dieter Krassnig     | Österreich | 1997 | 1997 | 1    | -      | -      | 1      |

#### Parallelriesenslalom
| Platz | Name                | Land       | Von  | Bis  | Gold | Silber | Bronze | Gesamt |
| ----- | ------------------- | ---------- | ---- | ---- | ---- | ------ | ------ | ------ |
| 1.    | Martin Freinademetz | Österreich | 1992 | 1998 | 1    | 1      | -      | 2      |
| 2.    | Nicolas Conte       | Frankreich | 1998 | 1998 | 1    | -      | -      | 1      |
| 3.    | Romain Retsin       | Frankreich | 1992 | 1992 | -    | 1      | -      | 1      |

#### Super G
| Platz | Name              | Land       | Von  | Bis  | Gold | Silber | Bronze | Gesamt |
| ----- | ----------------- | ---------- | ---- | ---- | ---- | ------ | ------ | ------ |
| 1.    | Dieter Happ       | Österreich | 1991 | 1991 | 1    | -      | -      | 1      |
| 2.    | Thomas Pittracher | Österreich | 1991 | 1991 | -    | 1      | -      | 1      |
| 3.    | Cla Mosca         | Schweiz    | 1991 | 1991 | -    | -      | 1      | 1      |

#### Halfpipe
| Platz | Name           | Land     | Von  | Bis  | Gold | Silber | Bronze | Gesamt |
| ----- | -------------- | -------- | ---- | ---- | ---- | ------ | ------ | ------ |
| 1.    | Terje Håkonsen | Norwegen | 1991 | 1997 | 4    | -      | -      | 4      |
| 2.    | Daniel Franck  | Norwegen | 1994 | 1999 | 2    | -      | 1      | 3      |
| 3.    | Fabien Rohrer  | Schweiz  | 1996 | 1999 | 1    | 2      | -      | 3      |

#### Cross
| Platz | Name           | Land       | Von  | Bis  | Gold | Silber | Bronze | Gesamt |
| ----- | -------------- | ---------- | ---- | ---- | ---- | ------ | ------ | ------ |
| 1.    | Philippe Conte | Frankreich | 1999 | 1999 | 1    | -      | -      | 1      |
| 2.    | Tor Brusserud  | Norwegen   | 1999 | 1999 | -    | 1      | -      | 1      |
| 3.    | Laurent Besse  | Frankreich | 1999 | 1999 | -    | -      | 1      | 1      |

#### Kombination
| Platz | Name                | Land       | Von  | Bis  | Gold | Silber | Bronze | Gesamt |
| ----- | ------------------- | ---------- | ---- | ---- | ---- | ------ | ------ | ------ |
| 1.    | Bertrand Denervaud  | Schweiz    | 1991 | 1997 | 4    | 1      | -      | 5      |
| 2.    | Terje Håkonsen      | Norwegen   | 1991 | 1991 | 1    | -      | -      | 1      |
| 3.    | Max Plötzeneder     | Österreich | 1994 | 1994 | -    | 1      | -      | 1      |
| 3.    | Martin Freinademetz | Österreich | 1995 | 1995 | -    | 1      | -      | 1      |
| 3.    | Romain Retsin       | Frankreich | 1996 | 1996 | -    | 1      | -      | 1      |
| 3.    | Joni Vastamäki      | Finnland   | 1997 | 1997 | -    | 1      | -      | 1      |

### Frauen

#### Gesamt
| Platz | Name                  | Land        | Von  | Bis  | Gold | Silber | Bronze | Gesamt |
| ----- | --------------------- | ----------- | ---- | ---- | ---- | ------ | ------ | ------ |
| 1.    | Sandra Farmand        | Deutschland | 1994 | 1997 | 5    | 2      | 1      | 8      |
| 2.    | Åshild Lofthus        | Norwegen    | 1991 | 1992 | 5    | -      | -      | 5      |
| 3.    | Nicole Angelrath      | Schweiz     | 1991 | 1995 | 3    | 1      | 2      | 6      |
| 4.    | Isabelle Blanc        | Frankreich  | 1996 | 1998 | 2    | 1      | -      | 3      |
| 5.    | Anita Schwaller       | Schweiz     | 1997 | 1998 | 2    | -      | -      | 2      |
| 6.    | Brigitte Köck         | Österreich  | 1995 | 1999 | 1    | 3      | 2      | 6      |
| 7.    | Stine Brun Kjeldaas   | Norwegen    | 1997 | 1999 | 1    | 2      | -      | 3      |
| 8.    | Martina Magenta       | Italien     | 1994 | 1999 | 1    | 1      | 2      | 4      |
| 9.    | Christine Rauter      | Österreich  | 1994 | 1995 | 1    | 1      | 1      | 3      |
| 10.   | Jagna Marczulajtis    | Polen       | 1996 | 1997 | 1    | 1      | -      | 2      |
| 11.   | Anja Hagenbucher      | Deutschland | 1992 | 1994 | 1    | -      | 1      | 2      |
| 11.   | Minna Hesso           | Finnland    | 1995 | 1998 | 1    | -      | 1      | 2      |
| 11.   | Steffi von Siebenthal | Schweiz     | 1998 | 1999 | 1    | -      | 1      | 2      |
| 14.   | Maria Pichler         | Österreich  | 1994 | 1994 | 1    | -      | -      | 1      |
| 14.   | Polona Zupan          | Slowenien   | 1998 | 1998 | 1    | -      | -      | 1      |
| 14.   | Catherine Pötzl       | Österreich  | 1999 | 1999 | 1    | -      | -      | 1      |
| 14.   | Charlotte Bernard     | Frankreich  | 1997 | 1997 | 1    | -      | -      | 1      |
| 14.   | Ulli Hölzl            | Österreich  | 1996 | 1996 | 1    | -      | -      | 1      |

#### Slalom
| Platz | Name           | Land        | Von  | Bis  | Gold | Silber | Bronze | Gesamt |
| ----- | -------------- | ----------- | ---- | ---- | ---- | ------ | ------ | ------ |
| 1.    | Åshild Lofthus | Norwegen    | 1991 | 1991 | 1    | -      | -      | 1      |
| 2.    | Sylvie Paget   | Frankreich  | 1991 | 1991 | -    | 1      | -      | 1      |
| 3.    | Petra Müssig   | Deutschland | 1991 | 1991 | -    | -      | 1      | 1      |

#### Parallelslalom
| Platz | Name               | Land        | Von  | Bis  | Gold | Silber | Bronze | Gesamt |
| ----- | ------------------ | ----------- | ---- | ---- | ---- | ------ | ------ | ------ |
| 1.    | Martina Magenta    | Italien     | 1994 | 1999 | 1    | 1      | 1      | 3      |
| 1.    | Jagna Marczulajtis | Polen       | 1996 | 1997 | 1    | 1      | -      | 2      |
| 3.    | Anja Hagenbucher   | Deutschland | 1992 | 1994 | 1    | -      | 1      | 2      |
| 3.    | Sandra Farmand     | Deutschland | 1996 | 1997 | 1    | -      | 1      | 2      |
| 3.    | Brigitte Köck      | Österreich  | 1995 | 1997 | 1    | -      | 1      | 2      |

#### Riesenslalom
| Platz | Name                  | Land       | Von  | Bis  | Gold | Silber | Bronze | Gesamt |
| ----- | --------------------- | ---------- | ---- | ---- | ---- | ------ | ------ | ------ |
| 1.    | Isabelle Blanc        | Frankreich | 1996 | 1997 | 1    | 1      | -      | 2      |
| 2.    | Christine Rauter      | Österreich | 1994 | 1995 | 1    | .      | 1      | 2      |
| 3.    | Maria Pichler         | Österreich | 1994 | 1994 | 1    | -      | -      | 1      |
| 3.    | Charlotte Bernard     | Frankreich | 1997 | 1997 | 1    | -      | -      | 1      |
| 3.    | Steffi von Siebenthal | Schweiz    | 1999 | 1999 | 1    | -      | -      | 1      |

#### Parallelriesenslalom
| Platz | Name           | Land       | Von  | Bis  | Gold | Silber | Bronze | Gesamt |
| ----- | -------------- | ---------- | ---- | ---- | ---- | ------ | ------ | ------ |
| 1.    | Åshild Lofthus | Norwegen   | 1992 | 1992 | 1    | -      | -      | 1      |
| 1.    | Polona Zupan   | Slowenien  | 1998 | 1998 | 1    | -      | -      | 1      |
| 3.    | Ursula Scherz  | Schweiz    | 1992 | 1992 | -    | 1      | -      | 1      |
| 3.    | Brigitte Köck  | Österreich | 1998 | 1998 | -    | 1      | -      | 1      |

#### Super G
| Platz | Name             | Land       | Von  | Bis  | Gold | Silber | Bronze | Gesamt |
| ----- | ---------------- | ---------- | ---- | ---- | ---- | ------ | ------ | ------ |
| 1.    | Åshild Lofthus   | Norwegen   | 1991 | 1991 | 1    | -      | -      | 1      |
| 2.    | Ursula Scherz    | Schweiz    | 1991 | 1991 | -    | 1      | -      | 1      |
| 3.    | Corinne Bergerot | Frankreich | 1991 | 1991 | -    | -      | 1      | 1      |

#### Halfpipe
| Platz | Name                | Land     | Von  | Bis  | Gold | Silber | Bronze | Gesamt |
| ----- | ------------------- | -------- | ---- | ---- | ---- | ------ | ------ | ------ |
| 1.    | Nicole Angelrath    | Schweiz  | 1991 | 1995 | 3    | -      | 1      | 4      |
| 2.    | Anita Schwaller     | Schweiz  | 1997 | 1998 | 2    | -      | -      | 2      |
| 3.    | Stine Brun Kjeldaas | Norwegen | 1997 | 1999 | 1    | 2      | -      | 3      |

#### Cross
| Platz | Name            | Land       | Von  | Bis  | Gold | Silber | Bronze | Gesamt |
| ----- | --------------- | ---------- | ---- | ---- | ---- | ------ | ------ | ------ |
| 1.    | Catherine Pötzl | Österreich | 1999 | 1999 | 1    | -      | -      | 1      |
| 2.    | Tanja Frieden   | Norwegen   | 1999 | 1999 | -    | 1      | -      | 1      |
| 3.    | Pepe Ahonen     | Finnland   | 1999 | 1999 | -    | -      | 1      | 1      |

#### Kombination
| Platz | Name             | Land        | Von  | Bis  | Gold | Silber | Bronze | Gesamt |
| ----- | ---------------- | ----------- | ---- | ---- | ---- | ------ | ------ | ------ |
| 1.    | Sandra Farmand   | Deutschland | 1994 | 1997 | 4    | -      | -      | 4      |
| 2.    | Åshild Lofthus   | Norwegen    | 1991 | 1991 | 1    | -      | -      | 1      |
| 3.    | Nicole Angelrath | Schweiz     | 1991 | 1994 | -    | 1      | 1      | 2      |
| 3.    | Marie Birkl      | Schweden    | 1995 | 1996 | -    | 1      | 1      | 2      |

## Nationenwertung

### Gesamt
| Platz | Land               | Von  | Bis  | Gold | Silber | Bronze | Gesamt |
| ----- | ------------------ | ---- | ---- | ---- | ------ | ------ | ------ |
| 1.    | Österreich         | 1991 | 1999 | 15   | 16     | 9      | 40     |
| 2.    | Norwegen           | 1991 | 1999 | 13   | 4      | 4      | 21     |
| 3.    | Schweiz            | 1991 | 1999 | 11   | 13     | 13     | 37     |
| 4.    | Frankreich         | 1991 | 1999 | 10   | 8      | 1      | 19     |
| 5.    | Deutschland        | 1991 | 1999 | 6    | 9      | 6      | 21     |
| 6.    | Finnland           | 1995 | 1999 | 2    | 3      | 6      | 11     |
| 7.    | Italien            | 1991 | 1999 | 1    | 2      | 3      | 6      |
| 8.    | Polen              | 1996 | 1997 | 1    | 2      | 2      | 5      |
| 9.    | Slowenien          | 1998 | 1998 | 1    | -      | -      | 1      |
| 10.   | Vereinigte Staaten | 1991 | 1994 | -    | 2      | 1      | 3      |
| 11.   | Kanada             | 1996 | 1996 | -    | 1      | -      | 1      |
| 12.   | Schweden           | 1994 | 1996 | -    | -      | 3      | 3      |
| 13.   | Slowakei           | 1998 | 1998 | -    | -      | 1      | 1      |
| 13.   | Niederlande        | 1994 | 1994 | -    | -      | 1      | 1      |

### Männer
| Platz | Land        | Von  | Bis  | Gold | Silber | Bronze | Gesamt |
| ----- | ----------- | ---- | ---- | ---- | ------ | ------ | ------ |
| 1.    | Österreich  | 1991 | 1999 | 10   | 11     | 5      | 26     |
| 2.    | Frankreich  | 1991 | 1999 | 7    | 5      | 9      | 21     |
| 3.    | Norwegen    | 1991 | 1999 | 7    | 1      | 4      | 12     |
| 4.    | Schweiz     | 1991 | 1999 | 5    | 8      | 4      | 17     |
| 5.    | Finnland    | 1995 | 1998 | 1    | 2      | 4      | 7      |
| 6.    | Deutschland | 1991 | 1992 | -    | 2      | 1      | 3      |
| 7.    | Italien     | 1991 | 1992 | -    | 1      | 1      | 2      |
| 8.    | Niederlande | 1994 | 1994 | -    | -      | 1      | 1      |
| 8.    | Polen       | 1997 | 1997 | -    | -      | 1      | 1      |

### Frauen
| Platz | Land               | Von  | Bis  | Gold | Silber | Bronze | Gesamt |
| ----- | ------------------ | ---- | ---- | ---- | ------ | ------ | ------ |
| 1.    | Deutschland        | 1991 | 1999 | 6    | 6      | 5      | 17     |
| 2.    | Schweiz            | 1991 | 1999 | 6    | 5      | 9      | 20     |
| 3.    | Norwegen           | 1991 | 1999 | 6    | 3      | 9      | 18     |
| 4.    | Österreich         | 1994 | 1999 | 5    | 6      | 4      | 15     |
| 5.    | Frankreich         | 1991 | 1998 | 3    | 3      | 2      | 8      |
| 6.    | Polen              | 1996 | 1997 | 1    | 2      | 1      | 4      |
| 7.    | Finnland           | 1995 | 1999 | 1    | 1      | 2      | 4      |
| 7.    | Italien            | 1994 | 1999 | 1    | 1      | 2      | 4      |
| 9.    | Slowenien          | 1998 | 1998 | 1    | -      | -      | 1      |
| 10.   | Vereinigte Staaten | 1991 | 1994 | -    | 2      | 1      | 3      |
| 11.   | Kanada             | 1996 | 1996 | -    | 1      | -      | 1      |
| 12.   | Schweden           | 1994 | 1996 | -    | -      | 3      | 3      |
| 13.   | Slowakei           | 1998 | 1998 | -    | -      | 1      | 1      |